# Shining (banda sueca)
Shining es una banda sueca de depressive suicidal black metal de cariz progresivo formada en 1996.

## Biografía
La banda se separó en agosto de 2004, y su cuarto álbum IV / The Eerie Cold, era supuestamente
su último trabajo, pero la banda se reformó el mismo año con una "nueva alineación" para los conciertos. La banda
lanzó su quinto álbum que primero se iba llamar V / Besvikelsens Dystra Monotoni pero después fue cambiado
por V / Halmstad. Como referencia a la ciudad natal de Kvarforth (vocalista)
La música de Shining promueve abiertamente el suicidio y la automutilación. De hecho, el fundador de la banda Niklas Kvarforth, comenta con satisfacción, que ha habido casos de personas que se han suicidado
bajo la influencia de la música de Shining.
El nombre de la banda no es una referencia al libro "The Shining" (El resplandor), o la película inspirada en esta
sino que significa, según Kvarforth "el sendero de la iluminación".
Kvarforth desapareció en julio de 2006, creando rumores acerca de un suicidio. El 23 de agosto la banda emitió un comunicado en su página web haciendo oficial que había desaparecido.
La banda dijo que continuarían con un nuevo cantante llamado "Ghoul", por voluntad de Kvarforth.
El 23 de febrero, en el infame concierto de Halmstad, fue revelado que Ghoul era Kvarforth. El concierto fue de naturaleza violenta, con Kvarforth peleando con los vocalistas invitados (Attila Csihar, Maniac y Nattefrost). Muchas de las personas que presenciaban el concierto poseían cuchillas y una persona fue golpeada, con una patada en el pecho, después de tocar los genitales de Kvarforth que a su vez, fue igualmente agredida por Maniac.

## Miembros
- Niklas Kvarforth - Voz, guitarra (1996–)
- Peter Huss - guitarra (2005–)
- Euge Valovirta - guitarra (2012-)

### Miembros pasados
Cantantes
- Andreas Classen (2000, vocalista en Within Deep Dark Chambers)
- Robert (1998, vocalista en Submit to Selfdestruction)

Guitarristas
- John Doe (2005–2006)
- Andreas Casado (Silencer) (2005–2006)
- Håkan "Inisis" Ollars (2002)
- Fredric "Wredhe" Gråby - guitarra (2006–)

Bajistas
- Phil A. Cirone (2001–2005, 2007–2008)
- Johan Hallander (2005–2007)
- Tusk (2000–2001)
- Andreas Larssen (2001-2010)
- Christian Larsson - Bajo (2011-2016)

Bateristas
- Jarle "Uruz" Byberg (2007–2008)
- Ludvig Witt (2005–2007)
- Jan  Axel  Blomberg (2001–2004)
- Ted "Impaler" Wedebrand (1998–2001)
- Rainer Tuomikanto - Batería (2012-2016)

## Discografía

### Álbumes de estudio
- I – Within Deep Dark Chambers (2000)
- II – Livets ändhållplats (2001)
- III – Angst, självdestruktivitetens emissarie (2002)
- IV – The Eerie Cold (2005)
- V – Halmstad (2007)
- VI – Klagopsalmer  (2009)
- VII – Född förlorare (2011)
- Redefining Darkness (2012)
- IX – Everyone, Everything, Everywhere, Ends (2015)
- X – Varg Utan Flock (2018)
- Shining (2023)

### EP y recopilaciones
- Submit to Selfdestruction (EP) (1998)
- Dolorian/Shining (Split EP) (2004)
- Through Years of Oppression (Rarity compilation) (2004)
- The Darkroom Sessions (Rehearsal compilation) (2004)
- Shining/Den Saakaldte (Split EP) (2008)
- 8 ½ - Feberdrömmar i vaket tillstånd (Compilation) (2013)

### Sencillos
- «Förtvivlan, Min Arvedel» (2011)   10 000[3]

### Vídeos musicales
- «Förtvivlan, Min Arvedel» (2011)
- «Tillsammans Är Vi Allt» (2012)
- «Vilja & Dröm» (2015)

## Videos en vivo
- Låt Oss Ta Allt Från Varandra (Vienna)
- Neka Morgondagen (Hellfest)